# Dietmar Schauerhammer
Dietmar Schauerhammer, född 12 augusti 1955 i Neustadt an der Orla, är en tysk före detta bobåkare som tävlade för Östtyskland.
Schauerhammer blev olympisk guldmedaljör i fyrmansbob och i tvåmansbob vid vinterspelen 1984 i Sarajevo.